# Рятувальна ковдра

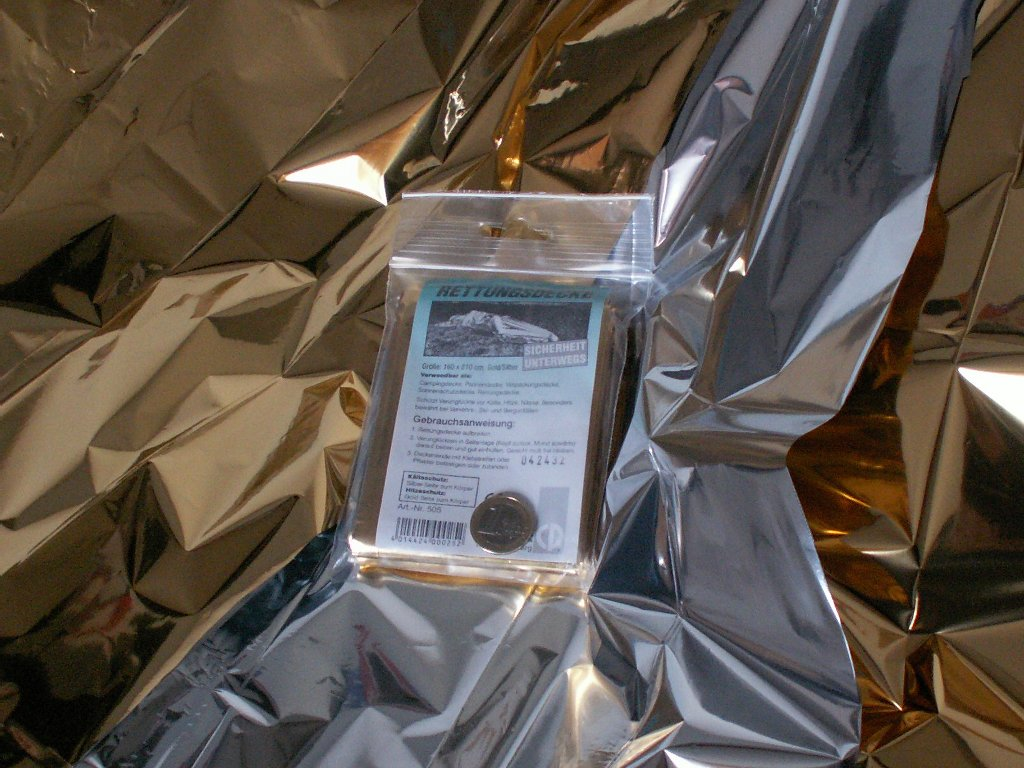
Рятівна ковдра в упакуванні та розгорнута

Рятувальна ковдра, термоковдра (ковдра ізотермічна, майларова ковдра, космічна ковдра) — спеціальна компактна та легка ковдра, призначена для зменшення тепловтрат чи перегрівання людського тіла в екстрених випадках. Являє собою тонку плівку з ПЕТ, покриту металізованим відбивальним матеріалом (зазвичай золотистого і сріблястого кольору), який відбиває до 80–90 % випромінюваного тілом тепла та інфрачервоне випромінювання. Ковдру виготовляють напиленням тонкого шару алюмінію на плівкову основу.
Рятувальні ковдри мають здатність запобігати гіпотермії, зменшуючи втрати тепла через конвекцію, провідність, випаровування та теплове випромінювання. Успішне застосування рятувальних ковдр у лікарняних умовах, а також догоспітальною невідкладною медичною допомогою (ШМД) підкреслює, що такі ковдри є обов'язковим обладнанням невідкладної допомоги. Суттєвою перевагою рятувальних ковдр є мала вага разом із малим об'ємом — вони займають мало місця. Завдяки широкому застосуванню рятувальні ковдри стали невід'ємною частиною аптечок і рюкзаків у гірських і диких умовах. Сьогодні рятувальні ковдри є медичними пристроями категорії 1 згідно з директивою 93/42/EEC і є основним рятувальним обладнанням, яке в основному використовується для запобігання гіпотермії у позалікарняних екстрених ситуаціях. В Україні також рекомендовано використання термоковдри при наданні екстренної допомоги.

## Історія створення

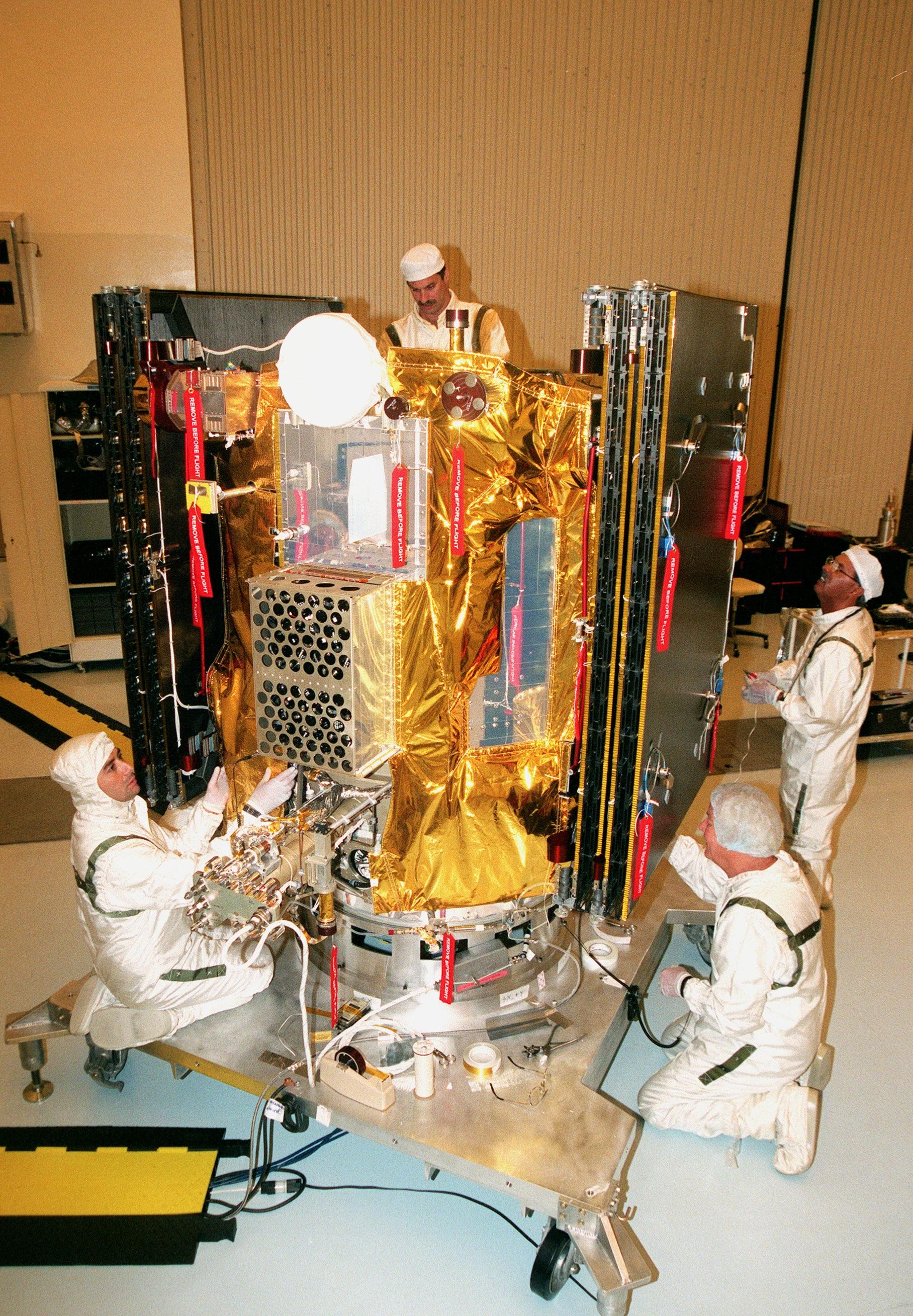
Робітники NASA завершують установку захисної ізоляції на космічний апарат Deep Space 1

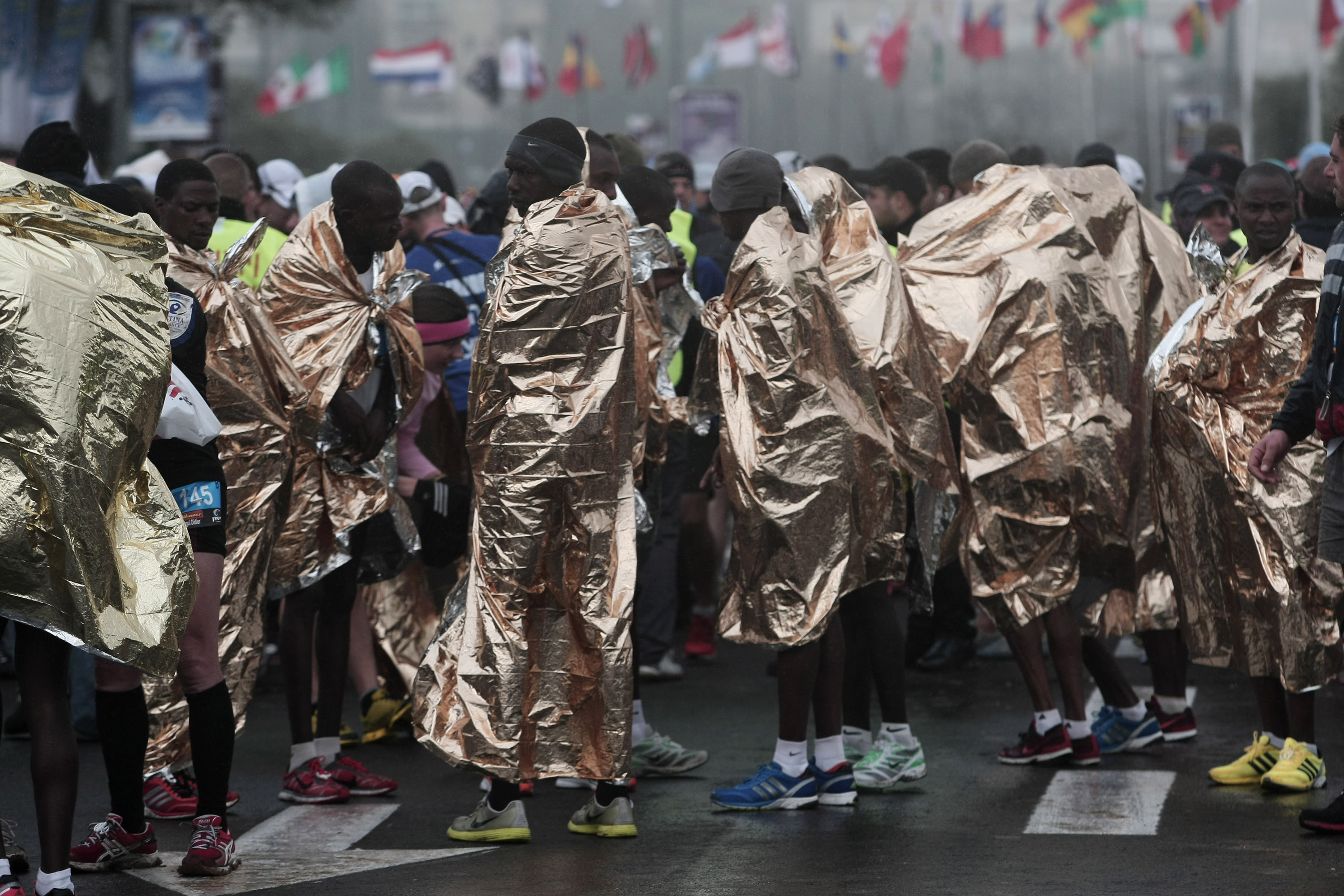
Бігуни загорнуті в космічні ковдри після фінішу марафону в Єрусалімі, 2012 рік

В 1964 році в NASA розробило тонкий, блискучий світловідбиваючий матеріал, який використовується для ізоляції космічного телескопа Хаббла, марсоходів, комп'ютерів, супутників, ракет та ін. Ізоляційний матеріал, міцна пластикова вакуумно-металізована плівка з високоефективним алюмінієвим покриттям, що відбиває інфрачервоне випромінювання, нанесеним з парової фази, була створена дуже легкою, щоб мінімізувати вплив ваги на корисне навантаження транспортного засобу, а також захистити космічний корабель, обладнання та персонал від екстремальних температурних коливань космічного простору.
В 1978 році Асоціація міжнародних марафонів і шосейних перегонів замислилася над вирішенням питання, про те, що бігуни щорічного марафаону, який проводився в Нью-Йорку восени кожного року, в жовтні, або в листопаді вимушені після фінішу, через масу людей, витрачати в середньому 20 хвилин, щоб дістатися до свого одягу. Коли бігуни закінчували бігти, у них наставала гіпотермія, і більше людей добиралося до намету першої допомоги, ніж до одягу. Вони випробували кілька продуктів і зупинилися на оригінальній «космічній ковдрі» від Metallized Products, першої компанії, яка скористалася технологією NASA. Такі ковдри вперше використали під час марафону в Нью-Йорку в 1979 році.
Надалі термоковдри також були включені у верхній одяг і спальні мішки, їми почали комплектуватися аптечки невідкладної допомоги та використовувати рятувальники в медицині, тактичній медицині.

## Виготовлення
Космічні ковдри виготовляються шляхом вакуумного осадження дуже точної кількості чистої пари алюмінію на дуже тонку, міцну плівкову підкладку (часто ПЕТ-плівка), роблячи її металізованим поліетилентерефталатом (MPET). Покриття металевим відбиваючим агентом, який зазвичай має золотий або сріблястий колір, дає можливість відбивати до 97 % випромінюваного тілом тепла.
У Великобританії та США одна з найвідоміших торгових назв ПЕТ-плівки — Mylar, тому часто рятувальну ковдру іменують «майларовою ковдрою».

### Технічні умови виробництва
В Україні доступні у продажу, наступні вироби:
- ТУ У 32.5-35975233-022:2018 (Термопокривало медичного призначення)
- ТУ У 22.2-38929750-004:2015 (Термопокривало рятівне)
- ТУ У 33.1-19246991-009-2002 (Термопокривало медичного призначення)

## Види
За призначенням:[джерело?]
- Туристичні
- Військові
- Медичні

За розмірами (см): 180×120, 200×160, 205×105, 210×75, 210×91, 210×130, 210×132, 210×140, 210×160, 210×200, 213×132, 213×142, 214×152.5, 215×130, 220×140, 220×160, 220×210, 250×145, 250×150

## Використання

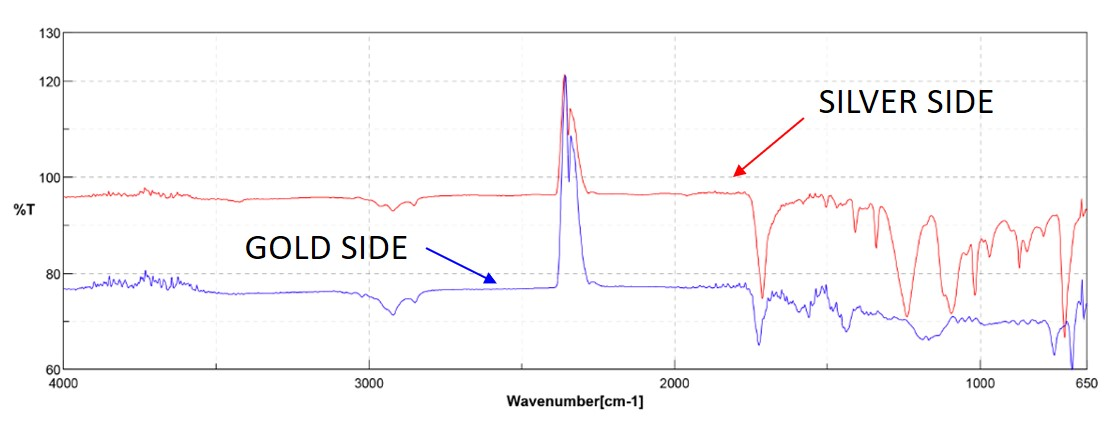
Інфрачервона спектроскопія рятувальної ковдри

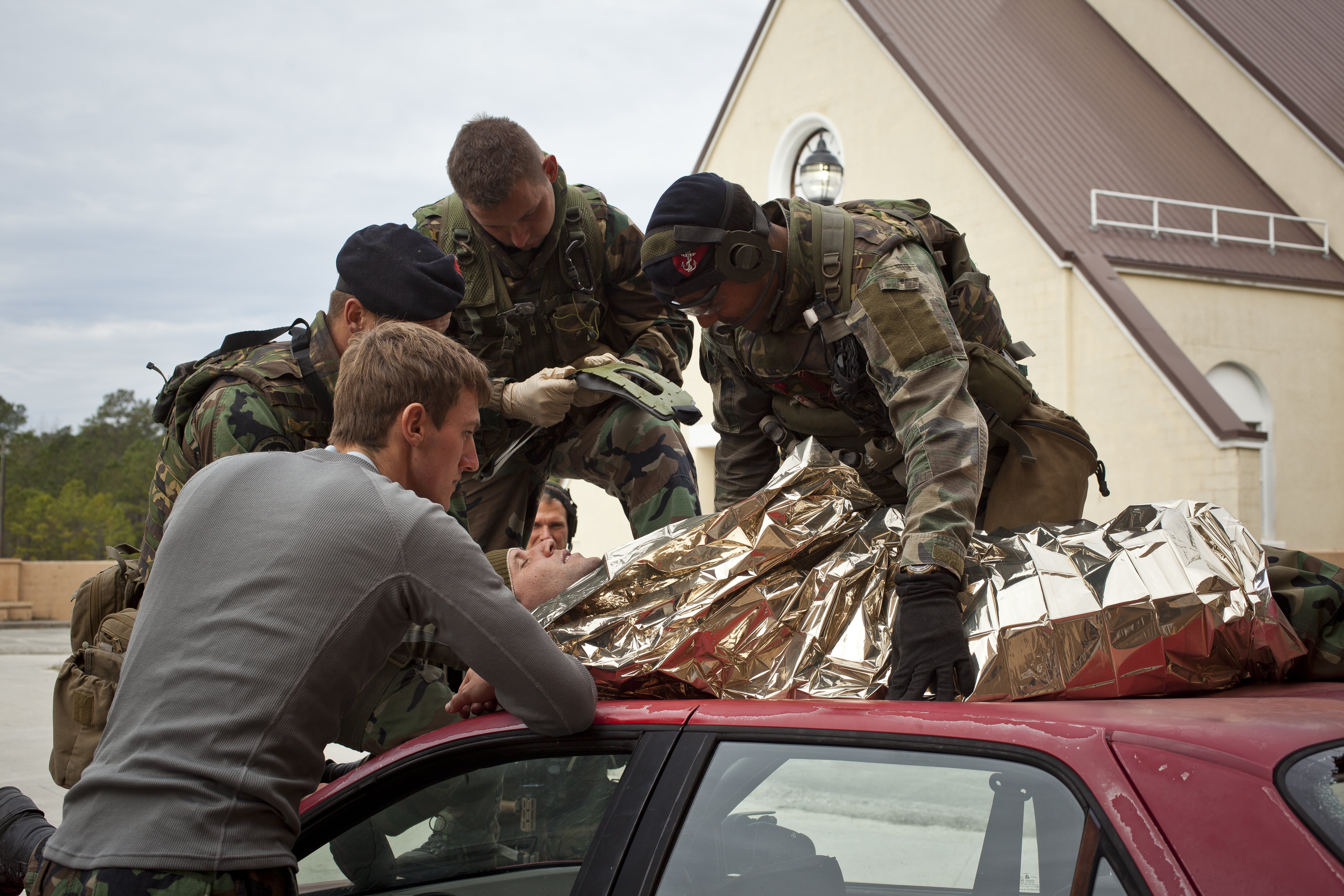
Використання рятувальної ковдри під час навчань військових в Нідерландах

Рятувальні ковдри зазвичай є у складі аптечки першої допомоги. За свою водостійкість, вітростійкість і малу вагу (50–70 г для ковдри розміром 210 на 130 см), вони також завоювали популярність серед туристів, які використовують її надзвичайно широко: як пледи, ковдри, підстилки, паробар'єр, пончо або ультралегкий тент, дзеркало для відбиття сонячних «зайчиків», інфрачервоне дзеркало (срібляста сторона) для підсилення теплового ефекту (від багаття), створення маячків.
У силу своєї малої товщини рятувальна ковдра не вберігає від втрат тепла повністю, пов'язаних з теплопровідністю, тому не є панацеєю і, по можливості, повинна використовуватися в поєднанні з іншими теплоізоляційними засобами.[джерело?]
Для захисту від холоду слід використовувати ковдру сріблястою стороною всередину, від перегріву — навпаки, сріблястою стороною назовні.[джерело?]
Оскільки передача випромінювання в ближній, середній і дальній інфрачервоних областях дуже низька, не має значення, чи є золота чи срібляста сторона рятувальної ковдри використовуються для захисту від гіпотермії в надзвичайних ситуаціях. Важливіше розташувати ковдру під верхнім шаром одягу, але без прямого контакту зі шкірою.
У вітряну та вологу погоду, а також коли потрібен захист від сонячних променів, срібло має бути вгорі.
У жаркому середовищі їх можна використовувати для створення тіні або захисту від випромінюваного тепла, але використання їх для обгортання людини було б контрпродуктивним, оскільки тепло тіла захоплювалося б герметичною фольгою. Цей ефект перевищить будь-яку вигоду від відбиття тепла назовні. Носіння космічної ковдри призводить до незначно нижчої швидкості охолодження після бігу в жарких і вологих умовах.
Відбиття світла від золотої поверхні рятувальної ковдри покращує видимість і, отже, збільшує ймовірність бути знайденим під час пошуково-рятувальних операцій.
Військовий варіант передбачає покриття тканиною темних кольорів (темно зелений) ковдри з однієї сторони (зовнішньої), для усунення світловідбивального ефекту.
Рятувальна ковдра використовується при наданні невідкладної медичної допомоги, в туристичних подорожах, надзвичайних ситуаціях або екстремальних умовах.
Така ковдра стала складовою частиною, як водійської аптечки, так і аптечок досвідчених туристів, які подорожують в складних умовах.
Ковдра найкраще зберігає тепло в ситуації коли людина знаходиться навколішки і на неї надіта ковдра. Для кращого ефекту варто зберегти певний простір між ковдрою і тілом. Ковдра є безпечною для людини і не викликає алергії.[джерело?]
Також слід пам'ятати що матеріал ковдри не пропускає вологу тому при довгому використанні треба час від часу протирати ковдру від вологи. Крім малої ваги, водо і повітронепроникних властивостей, покривало є дуже міцним і може бути використано для перенесення потерпілого. Проте, необхідно враховувати повну вагу, а не лише власну вагу потерпілого.
Також виробники вказують згідно ТУ, максимальну масу яку може «витримати» така ковдра (від 60 до 120 кг).[джерело?]

### Правила використання
Якнайшвидше помістіть ізоляційний матеріал між постраждалим і будь-якою холодною поверхнею. Залишіть захисне спорядження на пораненому або біля нього, якщо це можливо. Замініть мокрий одяг на сухий, якщо це можливо, і захистіть від подальшої втрати тепла.
Розправте ковдру на плоскій поверхні. Попередньо розігрійтеся або попросіть розігрітися потерпілого. Накрийте себе чи іншу людину залишаючи відкритими тільки обличчя та дихальні шляхи. Срібляста сторона має бути всередині, золотиста — зовні. Переконайтеся, що ковдра надійно охоплює тіло з усіх боків, щоб максимально зменшити втрату тепла. При накритті тіла рятувальною ковдрою намагайтеся обернути її навколо тіла не надто щільно — тепло передаватиметься відразу на плівку та назовні. Тому залиште трохи повітряного простору. Якщо вам потрібно вберегтися від теплового удару, завертайтесь у покривало сріблястою стороною назовні. Найкраще накидати рятувальну ковдру на термобілизну, яка добре відводить вологу. Не використовуйте покривало на голе тіло. Якщо ви промокли, спочатку зігрійтеся під ковдрою і потім змініть одяг. Через деякий час ковдру слід розгорнути, щоб позбутися конденсату, таку процедуру потрібно кілька разів. Саме через конденсат у рятувальній ковдрі не рекомендується спати.
Захист від втрати тепла був особливо ефективним, коли рятувальну ковдру розташовували між двома шарами вовняних ковдр. У відділеннях невідкладної допомоги рятувальні ковдри довели свою ефективність у захисті від гіпотермії, зокрема в поєднанні з вовняними ковдрами

### Альтернативне використання
Однією з переваг сучасних рятівних ковдр є їх вражаюче висока міцність на розрив, незважаючи на низьку вагу, що дає можливість альтернативного застосування. Різноманітними альтернативними функціями рятувальних ковдр є блокування ультрафіолетового та інфрачервоного випромінювання, прозорість, міцність на розрив, гладкість і герметичність, що дозволяє використовувати їх як імпровізовані бинти, тазові бандажі, джгути, оклюзійні пов'язка для грудної клітки, інфекційні бар'єри, сонцезахисні окуляри та транспортні засоби у віддалених районах. Нещодавнє дослідження також показало, що рятувальні ковдри можуть навіть створювати бар'єр під час реанімації та захищати від патогенів, що передаються через контакт зі шкірою, аерозольну або краплинну інфекцію

#### Використання для іммобілізації при травмах

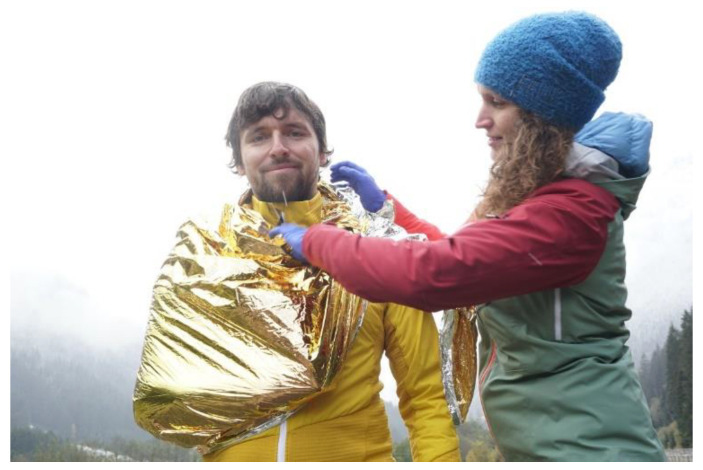
Застосування рятувальної ковдри в якості косинкової пов'язки для іммобілізації при травмах верхньої кінцівки

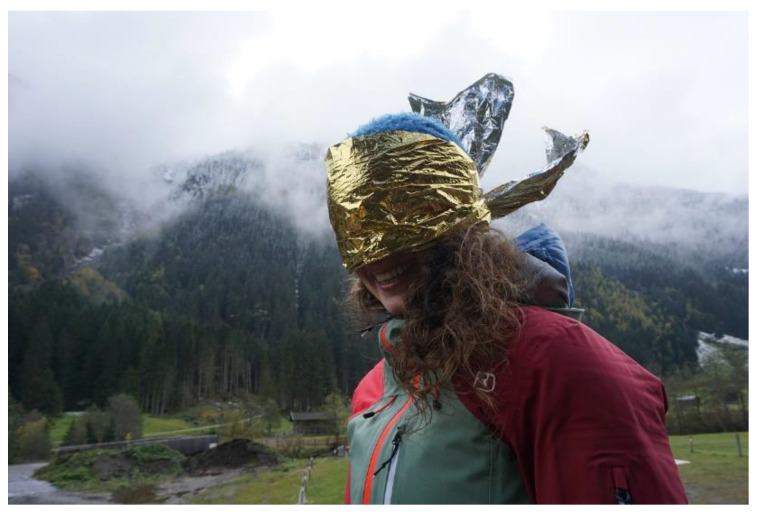
Використання термоковдри для ектренного захисту очей

Завдяки високій міцності на розрив рятувальні ковдри можуть виконувати завдання, аналогічні трикутним бандажам (косинкам). Для імпровізованої косинкової іммобілізації поздовжньо розгорнуте рятувальне покривало накладається нижче пораненого передпліччя, як краватка, з двома кінцями, зав'язаними у кільце за шиєю. Під час використання ковдри для підтримки ліктя розгорнута рятувальна ковдра накладається навколо ліктя з двома кінцями, прив'язаними до кільця позаду шиї.
Пов'язка у вигляді вісімки використовується для роз'єднання розташованих вище уламків перелому ключиці. Висока міцність на розрив рятувальних ковдр дозволяє використовувати їх як пов'язку у формі вісімки. Під час застосування рятувальних ковдр, коли пацієнт перебуває в сидячому положенні, ковдра відтягує обидва плечі назад і утворює вісімку на спині пацієнта.
Тазовий бандаж використовується в догоспітальній невідкладній медичній допомозі для встановлення окружної компресії переломів тазових кісток. Метою тазового банаджу є зменшення кровотечі шляхом зменшення простору між кістковими уламками. Це також зменшує біль і полегшує транспортування пацієнта. Рятувальну ковдру кладуть під стегно пацієнта на рівні великого вертлюга, при цьому два кінці зав'язують вузлом спереду та затягують, наприклад, за допомогою карабіна. Коли пацієнт лежить на спині, рятувальну ковдру спочатку протягують під колінами, а потім переміщують вище стегна. Регулювання різкими «пилячими» рухами зазвичай не рекомендується. Обертання ніг всередину та фіксація на рівні коліна можуть додатково покращити ефект шинування.

#### Використання в якості імпровізованого джгута
Імпровізовані джгути менш надійні, ніж спеціально розроблені кровоспинні джгути. Якщо вони розміщені не настільки щільно, що перекривають лише венозний крвообіг, вони можуть навіть збільшити крововтрату. Однак, коли джгути не доступні, рятувальні ковдри можуть служити імпровізованими джгутами. Для цього відрізок поздовжньо розгорнутої рятувальної ковдри шириною 7 см двічі намотують навколо кінцівки як шарф. Два кінця зав'язують двома вузлами. Потім між вузлами вставляють брашпиль, наприклад, ножиці або прут. Закручують шляхом обертання брашпиля, доки кровотеча не зупиниться. Потім брашпиль заправляється під плівку і закріплюється двома кінцями рятувальної ковдри.

#### Засіб транспортування
Один рятувальник, взявши за руку іншого рятувальника, може транспортувати хворого у свідомості, сидячи на руках, на короткі відстані. Трикутна пов'язка або шарф можуть полегшити транспортування, коли кінці з'єднані вузлом у кільце. Це створює своєрідне сидіння, на якому потім можна перенести поранену людину. Поздовжньо розгорнута рятувальна ковдра з двома кінцями, зав'язаними в кільце, достатньо міцна для перенесення дорослих людей.

#### Захист очей
В експериментальному дослідженні, проведеному Isser M. et al. було показано, що одношарові рятувальні ковдри є достатньо проникними для видимого світла. Крім того, вони належним чином блокували передачу ультрафіолетових променів і світла HEV у фіолетово-синій смузі для захисту від сонячного випромінювання. Оскільки прозорість для видимого світла все ще достатня, одношарове рятувальне покривало, яке надягають на голову альпініста, дозволяє йому спускатися власними силами, захищаючи від ультрафіолетового випромінювання, порівнянно зі звичайними сонцезахисними окулярами. Однак це не стосується військової версії рятувальної ковдри, яка покрита додатковим шаром зеленого кольору.

#### Використання як оклюзійної пов'язки
Проникаючи поранення грудної клітки у цивільних і військових можуть спричинити відкритий пневмоторакс. Якщо повітря потрапляє в плевральну порожнину, може виникнути небезпечний для життя напружений пневмоторакс. Якщо оклюзійна пов'язка недоступна, працівники, які надають першу допомогу, можуть використовувати імпровізовану герметизацію грудної клітини. Застосування нещільно закріпленого шматка рятувальної ковдри з мокрою поверхнею показало хороший ефект герметизації при лікуванні експериментальної рани грудної клітки.

#### Інші варіанти альтернативного застосування
За допомогою одношарової рятувальної ковдри форма тіла була повністю прихована від тепловізора. За допомогою трьох шарів рятувальних ковдр було заблоковано до 100 % інфрачервого випроміення. Таліби використовували космічні ковдри, щоб приховати свої теплові сигнатури від тепловізорів сил НАТО.

## Недоліки
Наявність аварійної ковдри у туристів, зазавичай створює помилкове відчуття безпеки. Однак тонкий блискучий пластиковий лист не має ізоляційних властивостей, пластик відразу стає таким же холодним, як дощ, сніг або повітря чи вітер, і негайно проводить цей холод через мокрий одяг до людини. Якщо лягти на поліетиленову космічну ковдру, покладену на сніг, холод відразу пошириться прямо на ваш одяг. Щоб уникнути цього потрібно мати додаткові ізоляційні шари одягу та ізоляційну прокладку (каремат) в рюкзаку, призначеному для сезону, прогнозу погоди та індивідуальної поїздки.
Хаверкамп та ін. підтвердили, що на догоспітальному етапі пацієнтів можна захистити від надмірної втрати тепла за допомогою рятувальних ковдр, але не можна повторно зігріти.
Рятувальні ковдри можуть ефективно блокувати інфрачервоне випромінювання та перешкоджати тепловізору під час пошуково-рятувальних місій.
Електропровідність рятувальних ковдр від дефібриляції під час розширеної підтримки життя та у випадку удару блискавки залишається незрозумілою.
Досі не зрозуміло, яка сторона, срібна чи золота, має бути догори, щоб достатньо захистити від холоду.